# Cheiloneurus albicornis
Cheiloneurus albicornis är en stekelart som beskrevs av Howard 1881. Cheiloneurus albicornis ingår i släktet Cheiloneurus och familjen sköldlussteklar. Inga underarter finns listade i Catalogue of Life.